# Jakov Vladović
Jakov Vladović, né le 17 avril 1983, à Zadar, en république fédérative socialiste de Yougoslavie, est un joueur croate de basket-ball. Il évolue au poste de meneur.

## Palmarès
- Champion de Croatie 2005
- Champion de Slovénie 2013
- Ligue adriatique 2003
- Coupe de Croatie 2003, 2005, 2006, 2007, 2008
- Coupe de Bosnie-Herzégovine 2012
- Vainqueur des Jeux méditerranéens de 2009